# Tentatives de reconquête espagnole du Mexique
Les tentatives de reconquête espagnole du Mexique recouvrent les efforts du gouvernement espagnol visant à reprendre possession de son ancienne colonie mexicaine, entraînant des épisodes de guerre, ou tout au moins des affrontements entre la nouvelle nation mexicaine et l'Espagne. 
Les premières tentatives ont eu lieu de 1821 à 1825 et impliquaient la défense des eaux territoriales du Mexique. Une seconde  période a comporté deux opérations distinctes :
- le plan d'expansion du Mexique visant entre 1826 et 1828 à prendre possession de l'île de Cuba alors sous domination espagnole.
- l'expédition de 1829 du général espagnol Isidro Barradas, qui débarque sur le sol mexicain dans le but de reconquérir le territoire.

Bien que les Espagnols n'aient jamais repris le contrôle du pays, ils ont porté préjudice à la nouvelle économie mexicaine. La nation nouvellement indépendante du Mexique était dans une situation désespérée après onze ans de guerre d’indépendance. Les révolutionnaires n’avaient ni plans ni perspectives clairs, et les luttes internes des différentes factions pour le contrôle du gouvernement ont dégradé la situation. Le Mexique manquait complètement de fonds pour administrer un pays de plus de 4,5 millions de km² et devait faire face aux menaces de rébellions internes naissantes et d'invasion par les forces espagnoles depuis leur base située à proximité de Cuba.

## Contexte
L'indépendance du Mexique a été obtenue le 27 septembre 1821 en vertu du traité de Córdoba. L'Espagne n'a pas reconnu ce traité, arguant que le vice-roi Juan O'Donojú n'était pas habilité à reconnaître l'indépendance d'une province d'outre-mer. Cette situation était inconfortable pour le nouvel État qui n’avait été reconnu par aucune des puissances européennes susceptibles de le soutenir, et la menace de reconquête espagnole préoccupait constamment les dirigeants du régime naissant. 
Le 13 mai 1822, le gouvernement promulgua des décrets visant à emprisonner quiconque conspirait contre l'indépendance du Mexique. Outre ses autres problèmes, le principal port d'entrée du pays, Veracruz, était resté sous la domination espagnole.

## San Juan de Ulúa

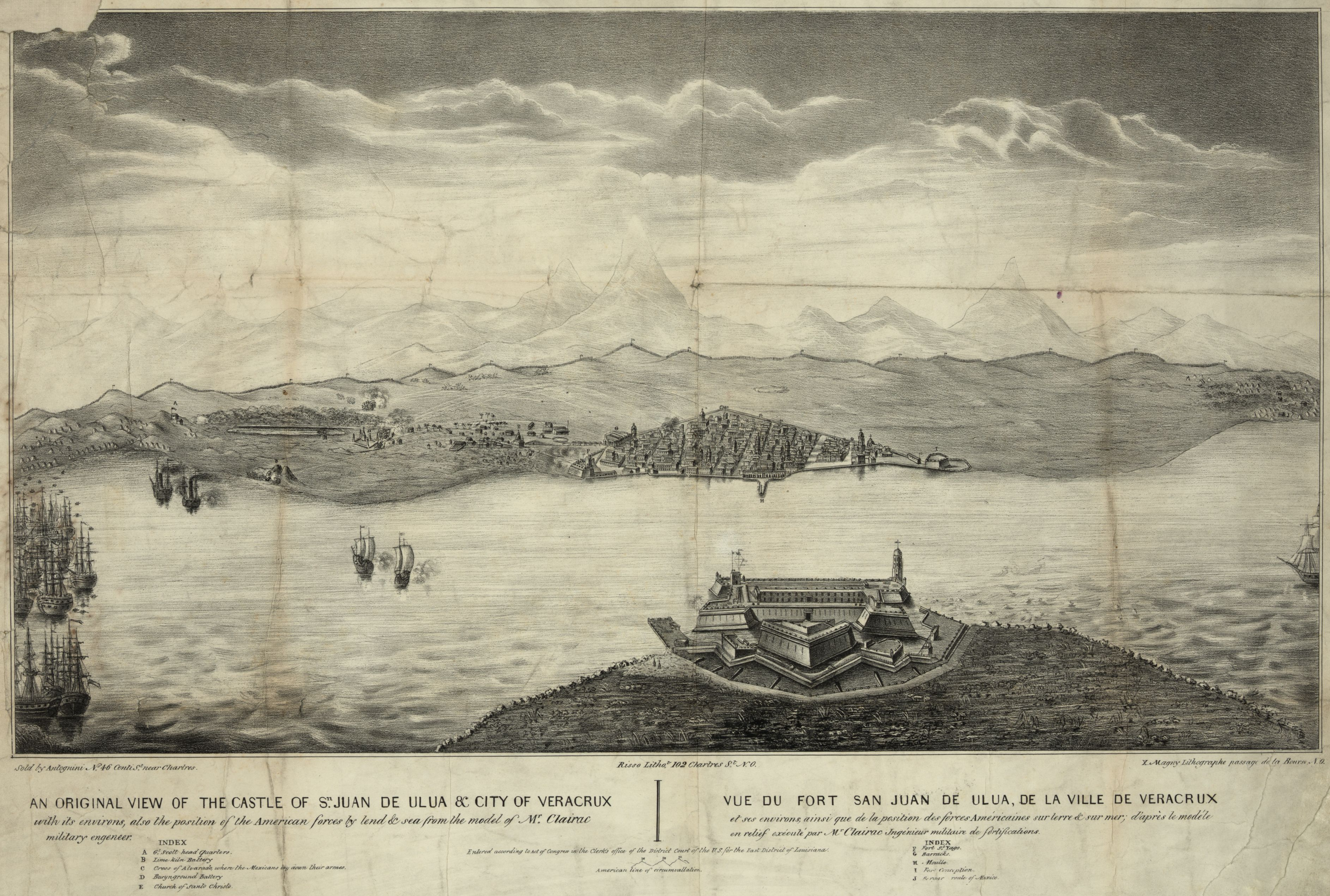
Vue ancienne de San Juan de Ulúa.

Le général José García Dávila, gouverneur représentant la couronne espagnole à Veracruz, et le général Antonio López de Santa Anna avaient reçu ordre de remettre le port de Veracruz aux Mexicains. Cependant, la nuit précédant le jour convenu du 26 octobre 1821, le général Dávila a transféré toute l'artillerie et les munitions du port, ainsi que 200 soldats d'infanterie et plus de 90 000 pesos appartenant au gouvernement espagnol dans la forteresse de San Juan de Ulúa. Bientôt, le nombre de soldats passa à 2 000 avec les troupes envoyées par l'Espagne à partir de Cuba pour lancer la reconquête du Mexique. Les forces mexicaines ne disposant pas des armes et des navires nécessaires pour contrer ces renforts, l'empereur du Mexique, Agustín de Iturbide, a opté pour des négociations avec les Espagnols. Bien qu'aucun accord n'ait été conclu, une paix difficile se poursuivit entre les deux parties.
L'arrivée du 10 septembre 1822 du général de brigade Antonio López de Santa Anna au gouvernement de la ville marque un autre épisode de négociations entre les autorités mexicaines de Veracruz et les Espagnols de San Juan de Ulúa. Elles sont devenues critiques, et plus encore lorsque le gouvernement espagnol a relevé le général Davila de ses fonctions et l'a remplacé par le général de brigade Francisco Lemaur. Conscient du manque de bateaux, le gouvernement mexicain a décidé de créer une force navale destinée à vaincre la garnison espagnole occupant Ulúa en utilisant l’arme du blocus. En 1822, il acquit des premiers navires de la marine mexicaine auprès des États-Unis et du Royaume-Uni.
Malgré les problèmes politiques internes au Mexique résultant du renversement récent de l'Empire et de l'établissement d’un régime républicain, l’attention des Mexicains est restée figée sur Ulúa. Les pourparlers ont été rompus lorsque, le 25 septembre 1823, les Espagnols ont bombardé le port de Veracruz, provoquant le déplacement de plus de 6 000 civils qui ont quitté la ville.

## La capitulation de San Juan de Ulúa

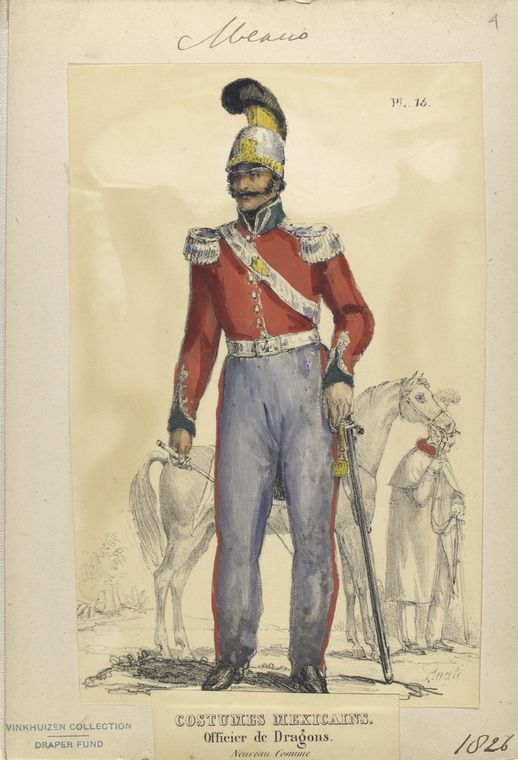
Officier dragon mexicain.

Après le bombardement espagnol du port, le gouvernement mexicain a décidé de mettre fin  à la présence espagnole. Le 8 octobre 1823, le blocus de San Juan de Ulúa est décidé. Le secrétaire à la Guerre et à la Marine, José Joaquín de Herrera, a tenu un discours devant le Congrès de Mexico, soulignant l'urgence d'acquérir davantage de navires de guerre pour bloquer et attaquer les troupes espagnoles occupant la forteresse.
Le 28 janvier 1825, José Coppinger releva le général Francisco Lemaur du commandement de San Juan de Ulúa. Le 27 juillet 1825, le capitaine de frégate Pedro Sainz de Baranda est nommé commandant de la marine dans le port de Veracruz. Il a immédiatement procédé à la réorganisation de l'escadre chargé de bloquer San Juan De Ulúa. Le blocus a enfin été couronné de succès et a contraint les forces espagnoles, délaissées par La Havane, à se rendre. Coppinger a demandé la suspension des hostilités pour entamer des négociations en vue de la reddition de ses forces. Les combats, commencés le 26 octobre 1821, ont donc été conclus par la marine mexicaine grâce à la prise de la dernière place forte espagnole à Mexico le 23 novembre 1825.

## Protection des mers et attaque de Cuba
Malgré la victoire du Mexique sur le dernier bastion espagnol d'Ulúa, l'Espagne a refusé de reconnaître le traité de Córdoba et donc l'indépendance du Mexique.
Le gouvernement mexicain, dirigé par Guadalupe Victoria, est parvenu à la conclusion que l'Espagne, en refusant de reconnaître les traités, constituait toujours une menace et pouvait utiliser Cuba comme plate-forme pour lancer une campagne visant à récupérer le Mexique. Lucas Alamán, alors ministre des Affaires étrangères du Mexique, a évalué la menace que constituaient les forces militaires stationnées à Cuba. Alaman pensait que le Mexique devait se saisir de Cuba, affirmant que « Cuba sans le Mexique vise le joug impérialiste; le Mexique sans Cuba est un prisonnier du golfe du Mexique ». Il estimait que les forces mexicaines, avec le soutien de puissances étrangères telles que la France ou l'Angleterre, pourraient vaincre les Espagnols à Cuba.
Pour tenter de prendre le contrôle de l'île, le gouvernement mexicain a engagé le commodore américain David Porter comme commandant de la marine mexicaine. Il s’agissait de protéger la mer territoriale mexicaine, attaquer les lignes de communication espagnoles et assurer le succès définitif du mouvement indépendantiste. Ainsi commencèrent les patrouilles de l'escadre mexicaine dans les eaux espagnoles qui aboutirent à l'échec de la bataille de Mariel le 10 février 1828, au cours de laquelle Porter commandait le brick Guerrero, l'un des plus beaux navires de la petite marine mexicaine. Le fils de Porter, l'aspirant de marine David Dixon Porter, qui devint plus tard un héros de la guerre de sécession dans les rangs de l'Union, fut légèrement blessé. Il faisait partie des survivants qui se sont rendus et ont été emprisonnés à La Havane jusqu'à ce qu'ils puissent être échangés. Le commodore Porter a choisi de ne plus risquer la vie de son fils et l'a renvoyé aux États-Unis.
En 1829, le Mexique connaît des difficultés économiques, et il n’a plus les moyens d’entretenir une marine militaire efficace. À cela s’ajoute une instabilité politique et des rivalités entre officiers mexicains, et Porter est victime de deux attentats. Ces raisons le poussent à démissionner et à rentrer aux États-Unis.

## Bataille de Tampico

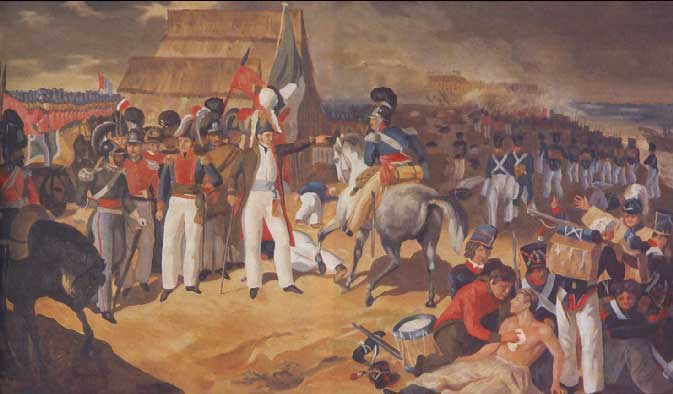
Bataille de Tampico.

Un an après la bataille de Mariel, une nouvelle tentative de reconquête de l'Espagne à partir de Cuba confirmait les craintes des autorités mexicaines. Le général espagnol Isidro Barradas a été nommé à la tête des 3 586 soldats de la Division de Vanguardia. Le 5 juillet, la flotte espagnole se composant d'un navire amiral, le Sovereign, de deux frégates, de deux navires de combat et de 15 navires de transport se dirige vers le Mexique.
Le 26 juillet 1829, la flotte arrive à Cabo Rojo, près de Tampico (État de Tamaulipas), et commence ses opérations le 27, en tentant de débarquer 750 hommes. L'expédition a commencé à avancer vers Tampico alors que les bateaux étaient amarrés au fleuve Pánuco. Plusieurs batailles ont eu lieu autour du port de Tampico. Le 21 août, dans ce qui est maintenant connu comme le centre historique de Tampico, une bataille importante a eu lieu entre Mexicains et Espagnols.
La bataille de Pueblo Viejo, qui se déroula les 10 et 11 septembre 1829, marqua la fin des tentatives de conquête espagnole au Mexique. Après la reprise du Fortín de la Barra, Le général Isidro Barradas dut signer la capitulation de Pueblo Viejo en présence des généraux Antonio Lopez de Santa Anna, Manuel de Mier y Terán et Felipe de la Garza. 
Enfin, le 28 décembre 1836, l'Espagne a reconnu l'indépendance du Mexique en vertu du traité Santa María–Calatrava, signé à Madrid par le commissaire mexicain Miguel Santa María et le ministre d'État espagnol José María Calatrava. 
Le Mexique a été la première ancienne colonie dont l'indépendance a été reconnue par l'Espagne. le second étant en Équateur le 16 février 1840.

## Source
- (en) Cet article est partiellement ou en totalité issu de l’article de Wikipédia en anglais intitulé « Spanish attempts to reconquer Mexico » (voir la liste des auteurs).

- (es) Cet article est partiellement ou en totalité issu de l’article de Wikipédia en espagnol intitulé « Intentos españoles de reconquista de México » (voir la liste des auteurs).